# Alphons Victor Müller
Alphons-Victor Müller (Thionville, 31 janvier 1867 - Rome, 14 février 1930) est un religieux et historien allemand.

## Biographie
Alphons Victor Müller naît à Thionville, en Lorraine, en 1867. Après la défaite française de 1871, l'Alsace-Lorraine est annexée à l'Allemagne. La vie reprend doucement son cours. Alphons Victor Müller fait sa scolarité  au collège de Thionville. Il poursuit ses études au petit séminaire de Montigny-lès-Metz en Lorraine annexée. En 1885, Müller rentre dans les ordres, chez les Dominicains. Il est ordonné prêtre en 1891. Müller reprend ses études à l'Institut für österreichische Geschichtsforschung, l'institut de recherche et d'histoire des textes de Vienne, en Autriche. 
Six ans plus tard, contre l'avis de ses supérieurs, il quitte les ordres pour se convertir au protestantisme, un courant chrétien plus conforme à son éthique et à ses exigences. Esprit curieux et insatiable, il travaille ensuite pour le Monumenta Germaniae Historica de l'Institut allemand pour l'étude du Moyen Âge. Il s'installe alors à Rome, où il travaille régulièrement pour le Tägliche Rundschau, un journal conservateur fondé en 1881. Il écrit par ailleurs plusieurs ouvrages, dont un sur le culte de la Vierge, et un sur la vie de Martin Luther, des ouvrages sujets à controverse. Malgré ses choix religieux, et ses écrits, Müller jouit à Rome d'une bonne réputation, conservant même de bonnes relations avec le Vatican.
Alphons Victor Müller décéda le 14 février 1930, à Rome, en Italie.

## Publications
- Papst und Kurie, ihr Leben und Arbeiten, Friedr. Andr. Perthes, 1921.
- Luthers Werdegang bis zum Turmerlebnis, F. A. Perthes, 1920..
- Alfons von Liguori und der Madonnenfetischismus, Strien, Halle a/S, 1902.
- La Teologie dell' agostiniano Giovanni Hoffmeister, 1509-1547, e l'agostinianismo di Lutero, Rome, 1930.
- Dr. Paulus di Monaco, il Beato Fidati e Lutero, Estratto da Bilychnis. Vol. XIX, Maggio 1922.

## Sources
- Paquier J. :Alphons-Victor Müller. Luthers theologische Quellen; seine Verteidigung gegen Denifle und Grisar , in: Revue d'histoire de l'Église de France , 1913, Volume 4, Numéro 19 (pp. 57-62).
- Die hochheilige Vorhaut Christi im Kult und in der Theologie der Papstkirche,Schwetschke & Sohn, Berlin 1907.